# أفريكانو (فلم)
أفريكانو هو فيلم مصري إنتاج عام 2001، وهو أول أفلام المخرج عمرو عرفة.
قصة الفيلم مأخوذة عن الفيلم الأمريكي الشبح والظلام.
تدور أحداث الفيلم عن شاب بسيط له طموحات كثيرة، ويجسد ذلك الفنان أحمد السقا، وفي يوم من الأيام يأتي له محامي عمه الذي يملك بارك أو محمية في جنوب إفريقيا ويخبره أن عمه جعل له ولأخته نصف الميراث والنصف الآخر لإبنته منى زكي ويذهب إلى جنوب إفريقيا
فيلم أفريكانو بدأ تصويره عام 2001 في جنوب أفريقيا تدور أحداث هذا الفيلم عن شاب (أحمد السقا) ذهب إلي جنوب أفريقيا لكي يأخذ الميراث الذي تركه له عمه هو وابنته ويحب ابنة عمه (منى زكي) ويحاول هذا الشاب أن يثبت لها أنه يحبها وتحدث مواقف طريفة في ظل أحداث الفيلم. ولكن كان هناك رجل ثري من أعز أصدقاء عم هذا الشاب ولكن خان صديقه، وفي أحداث الفيلم يحاول هذا الرجل الثري أن يستولي على الميراث.

## قصة الفيلم
بدر (27 سنه) طبيب بيطري شاب يعشق مهنته المعتمدة على حب مختلف أنواع الحيوانات … ولكنه يواجه عقبات عديدة تمنعه من تحقيق طموحه العلمي … مما يجعله دائم الحلم بأن يسافر إلى عمه المهاجر منذ سنوات عديدة إلى جنوب أفريقيا حيث يمكنه العمل في جو علمي يقدر مجاله...و
لكن ينهار حلمه بالسفر بعد وفاة العم المفاجئة..
وقبل أن يسقط في الإحباط يفاجئ مرة أخرى بأن عليه السفر لجنوب أفريقيا ليشترك في الميراث مع ابنة عمه حسب وصية العم في التركة وهي عبارة عن حديقة حيوان مفتوحة..وبالفعل يسافر مع عصام زوج أخته والتي ترث أيضا حسب وصية العم.. وهناك يتعرف على «جميلة» ابنة عمه..وتبدو علاقتهما منذ اللحظة الأولي علاقة شرسة غير مريحة... ويفاجئ الجميع بوجود خطر رهيب يهددهم بفقد الحديقة، فيوحدون جهودهم من أجل أنقاد أرضهم وأحلامهم....
تعدت تكلفة الفيلم حاجز 7 مليون.

## بطولة
- أحمد السقا
- منى زكي
- أحمد عيد
- حسن حسني
- طلعت زين

## تاليف
محمد أمين

## إخراج
عمرو عرفة

## موسيقي
خالد حماد

## وصلات خارجية
- مقالات تستعمل روابط فنية بلا صلة مع ويكي بيانات